# Kerk Santa Maria degli Angeli alle Croci

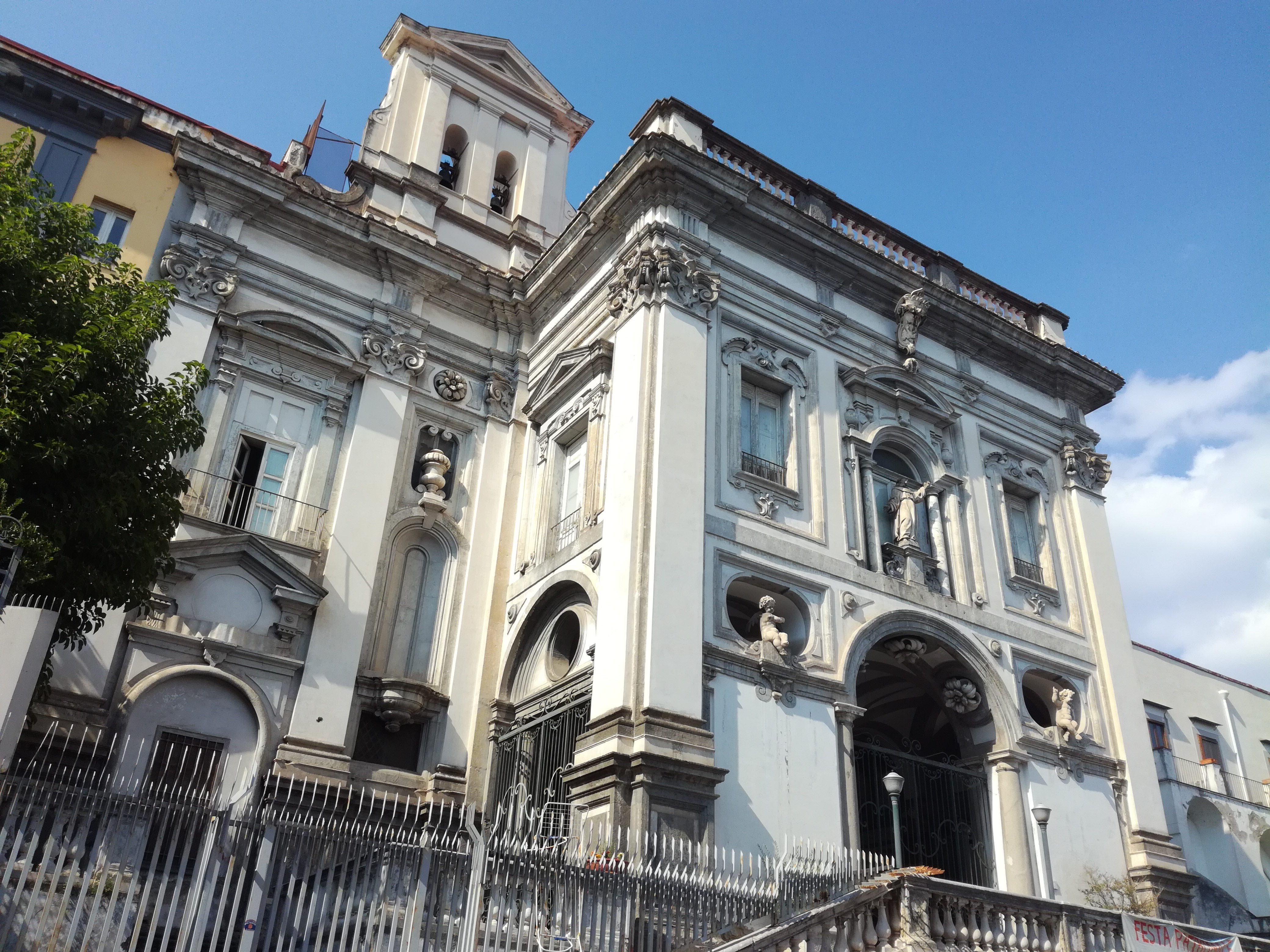
Santa Maria degli Angeli alle Croci, in Napels

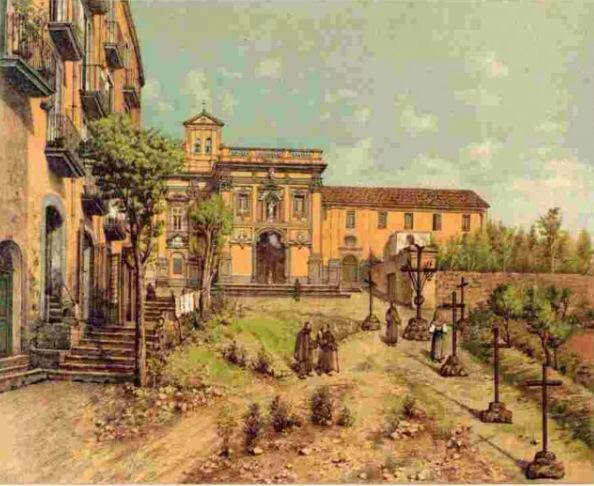
Kruisweg voor de kerk (19e eeuw)

De kerk Santa Maria degli Angeli alle Croci (16e eeuw) is een kerk in de Zuid-Italiaanse stad Napels, hoofdstad van de regio Campanië. Ze staat aan de Via Veterinaria in de wijk San Carlo all’Arena.
De kerk behoort tot het franciscanenklooster ernaast. Het was een kerk die de Contrareformatie der Roomse Kerk moest bijbrengen aan de Napolitanen.

## Naam
- Santa Maria degli Angeli of heilige Maria der Engelen. Dit is een titel voor Maria die in kringen van franciscanen gebruikelijk is.[2]
- Alle Croci of aan de kruisen. Tot ver in de 19e eeuw moest de gelovige door een kruisweg stappen alvorens de kerk binnen te gaan. Vandaar: de kerk aan de kruisen.

## Historiek
In de jaren 1580, in de periode van de Contrareformatie, bouwden de franciscanen hun klooster met kloosterkerk. 
Een halve eeuw later, in de jaren 1640, verfraaide Cosimo Fanzago, befaamd architect en ingenieur in Napels, de Santa Maria degli Angeli alle Croci. De stijl werd barok en er kwam een monumentaal voorportaal. Fanzago toonde tot in de details een barokke stijl. Het hoogaltaar werd in barokstijl herbouwd, met een engel in bas-reliëf aan elke zijde; Fanzago’s zoon, Carlo Fanzogo, werkte het hoofdaltaar onderaan af met een beeld in bas-reliëf van een dode Christus. Er kwam een monumentale preekstoel. De voorgevel werd volledig symmetrisch gebouwd: boven de ingangspoort staat een beeld van Franciscus van Assisi, stichter van de franciscanen. Aan elke zijde staat een marmeren engel in een ronde nis. De rechter engel werd later gestolen en is een kopie gemaakt op basis van de plannen van Fanzago.
Later verwierf de kerk Santa Maria degli Angeli alle Croci vele houten beelden, gebeeldhouwd door Giovanni da Napoli en frater Diego da Careri. De meeste beelden uit deze collectie zijn verdwenen over de eeuwen.